# Betafunktion (Physik)
Die Betafunktion {\displaystyle \beta (\alpha )} beschreibt in der Quantenfeldtheorie die Abhängigkeit einer Kopplungskonstanten {\displaystyle \alpha } von der aus der Renormierung stammenden Energieskala {\displaystyle \mu }. Es gilt die Definition
{\displaystyle \beta (\alpha ):=\mu {\frac {\partial \alpha }{\partial \mu }}}.
Das Vorzeichen der Betafunktion ist von besonderer Bedeutung für die zur entsprechenden Kopplungskonstanten zugehörigen Wechselwirkung.

## Beispiele

### Quantenelektrodynamik
Die Betafunktion der Quantenelektrodynamik ist
{\displaystyle \beta (\alpha )={\frac {2\alpha ^{2}}{3\pi }}+{\mathcal {O}}(\alpha ^{3})~.}
Das positive Vorzeichen bedeutet, dass die Kopplung bei kleineren Skalen ebenfalls kleiner wird, so dass die Voraussetzungen für eine störungstheoretische Rechnung günstig sind. Die elektromagnetische Wechselwirkung wird mit steigender Energieskala stärker.

### Quantenchromodynamik
Die Betafunktion der Quantenchromodynamik ist
{\displaystyle \beta (\alpha _{s})=-\left(11-{\frac {2}{3}}n_{f}\right){\frac {\alpha _{s}^{2}}{2\pi }}+{\mathcal {O}}(\alpha _{s}^{3}),}
wobei {\displaystyle n_{f}} die Anzahl an Quark-Flavours angibt. Für das Standardmodell der Elementarteilchenphysik gilt {\displaystyle n_{f}=6}, dies führt zu einem negativen Vorzeichen. Das Abnehmen der Kopplungskonstante bei steigender Skala wird als asymptotische Freiheit bezeichnet.
Die Beiträge einschließlich der Ordnung {\displaystyle {\mathcal {O}}(\alpha _{s}^{6})} sind bekannt.